# Ardnave (Ort)
Ardnave ist eine kleine Ortschaft auf der schottischen Insel Islay und liegt somit in der Council Area Argyll and Bute beziehungsweise der traditionellen schottischen Grafschaft Argyllshire. Das Dorf liegt im Nordwesten der Insel auf der Halbinsel Ardnave an der Westküste des Meeresarmes Loch Gruinart, etwa 14 Kilometer nordwestlich von Bowmore, dem Hauptort der Insel, und 16 Kilometer nordöstlich von Port Charlotte. Ardnave ist über Nebenstraßen der A847, die Portnahaven über Port Charlotte mit der A846 in Bridgend verbindet, erreichbar.
Ardnave besteht heute nur noch aus wenigen bewohnten Häusern, im Wesentlichen dem denkmalgeschützten Bauernhof Ardnave House mit den zugehörigen Stallungen. Im Jahre 1841 wurden dort noch 77 Personen gezählt, während es 1851 nur noch 60 Einwohner waren. Im aktuellen Zensus ist Ardnave nicht explizit aufgeführt.

## Umgebung
In den Dünen östlich von Ardnave wurden 1976 die Überreste einer frühen Besiedlung entdeckt. Hierbei wurde eine knapp sechs Meter durchmessende, ehemalige steinerne Behausung beschrieben. Ferner wurden Tonscherben sowie eine Knochennadel gefunden, welche nicht näher untersucht wurden. Wenige hundert Meter südlich von Ardnave im Südwesten von Ardnave Loch befindet sich eine kleine, fast kreisrunde Insel, die bei niedrigem Wasserstand mit dem Land verbunden ist. Auf dieser wurden ebenfalls Anzeichen für frühe Besiedlung gefunden. Eventuell handelt es sich bei der Insel um einen Crannóg.